# Skigebiet Rusiń-ski

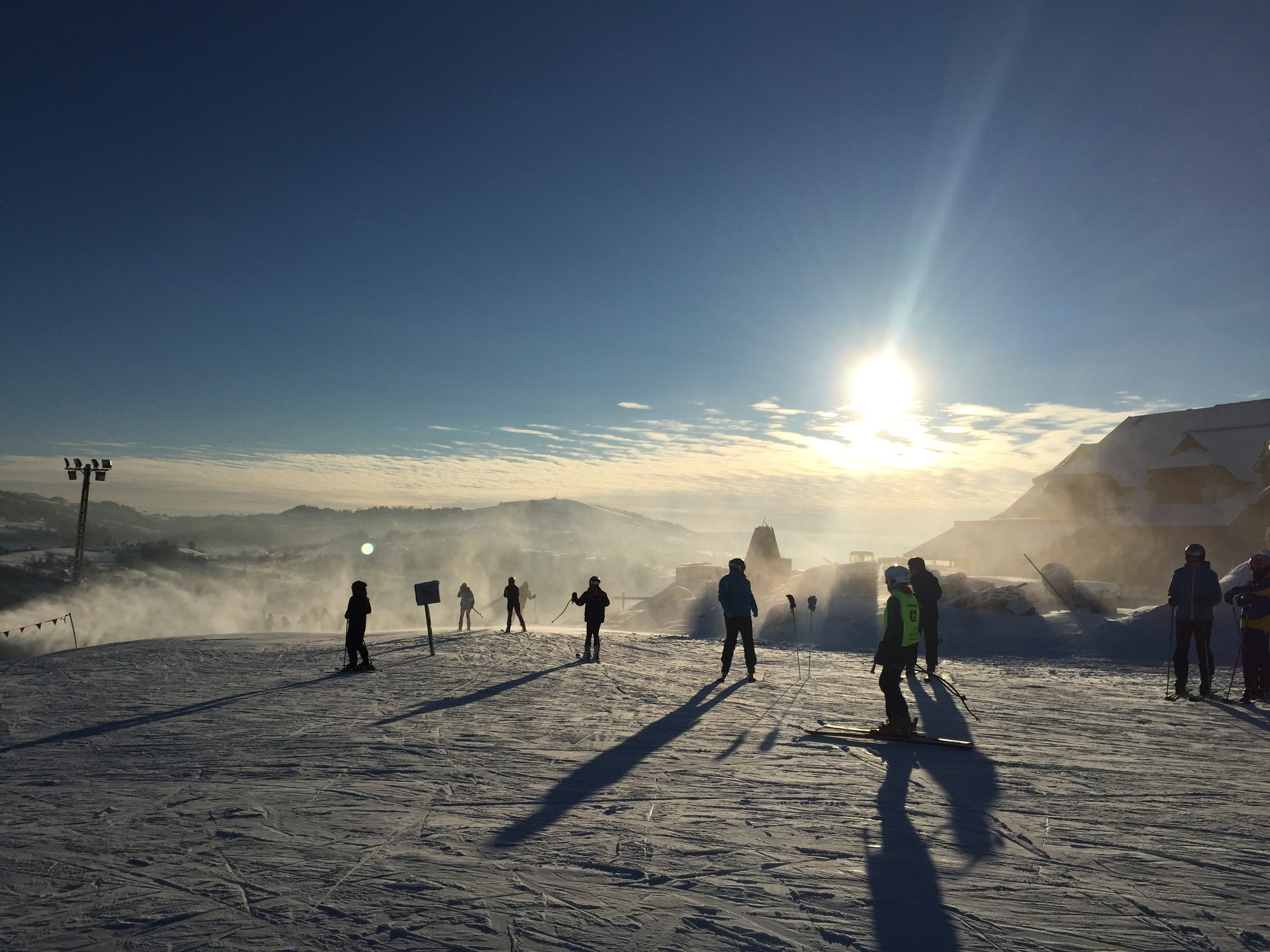
Skipiste

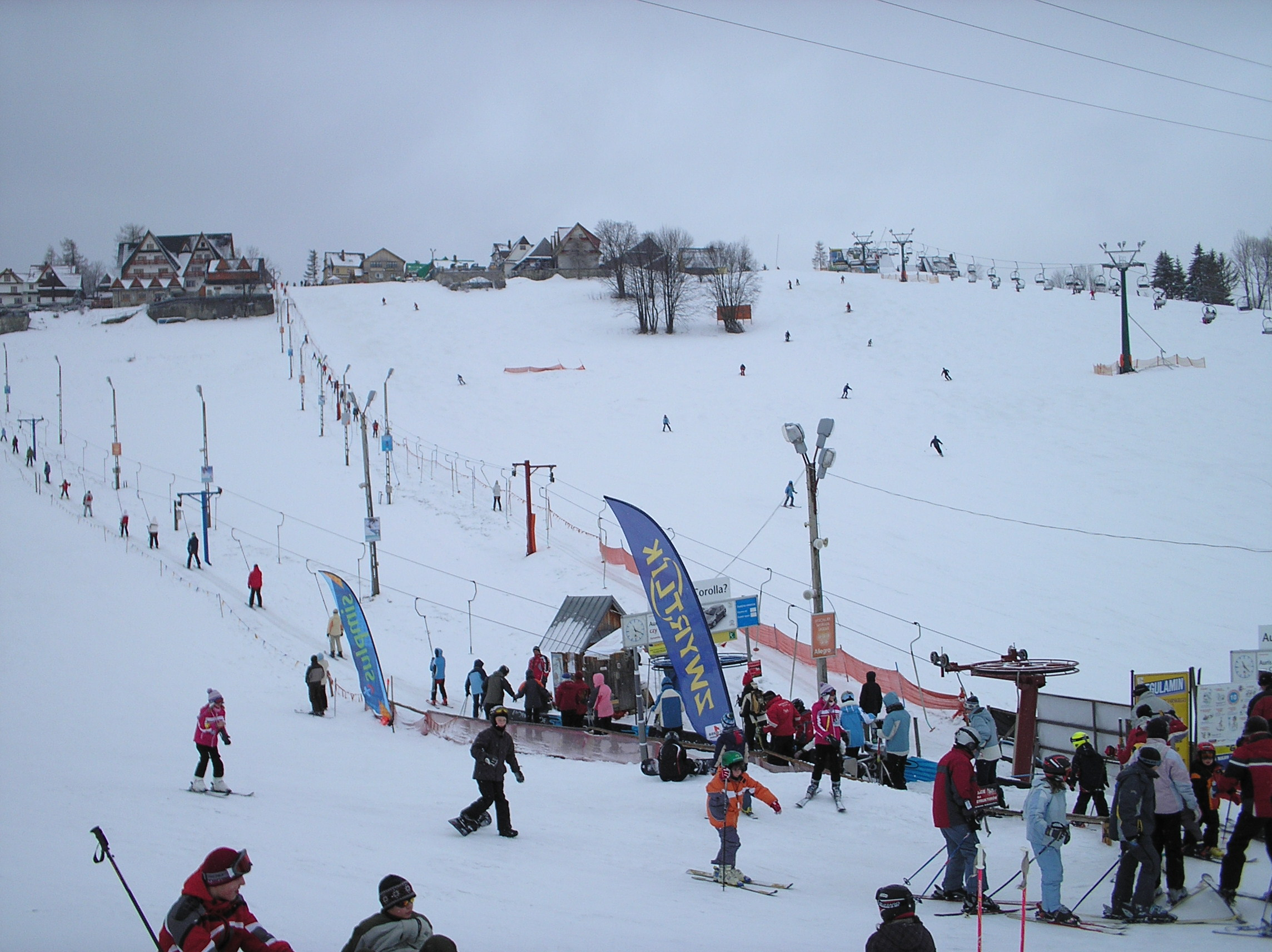
Skipiste

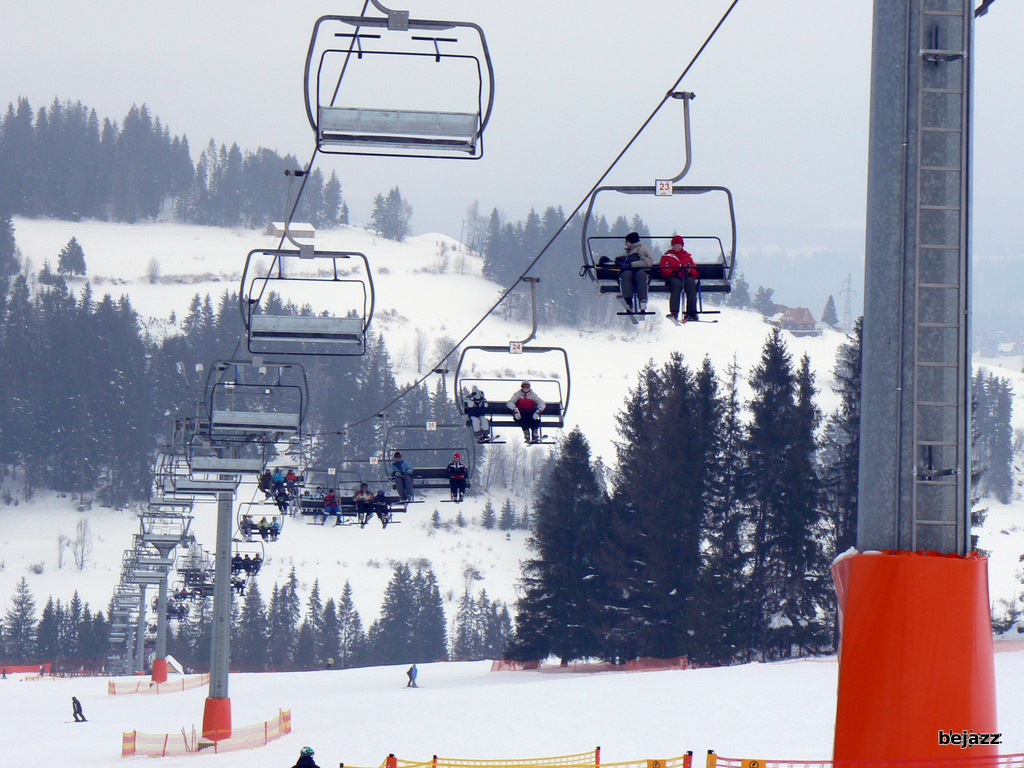
Sessellift

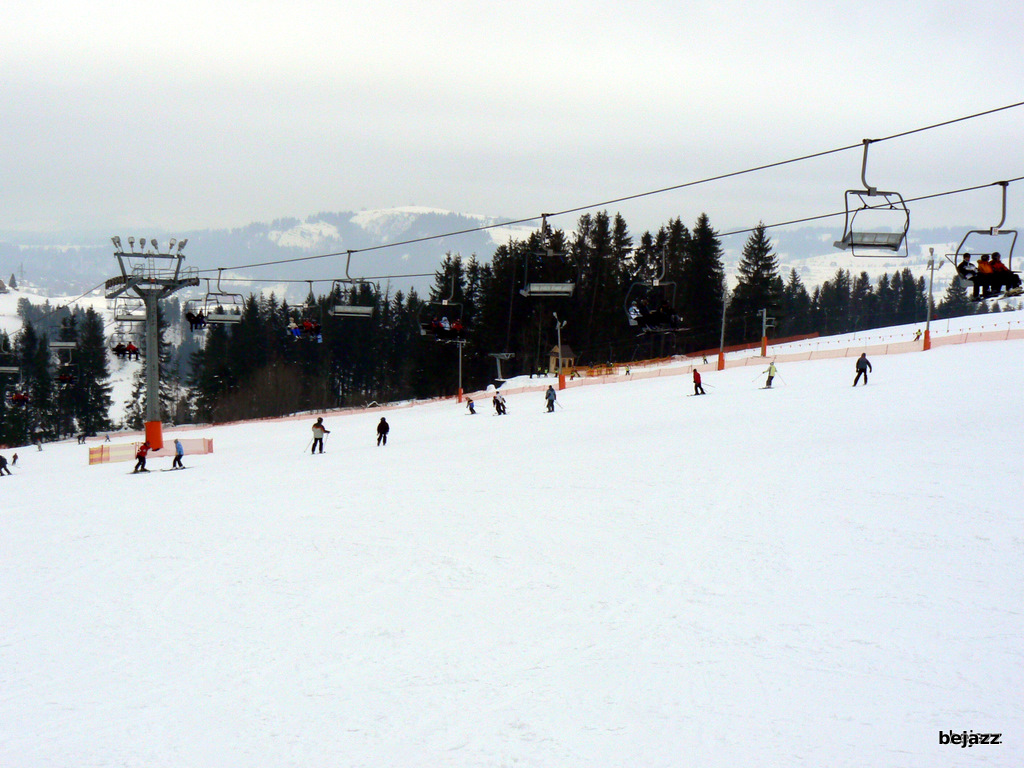
Sessellift

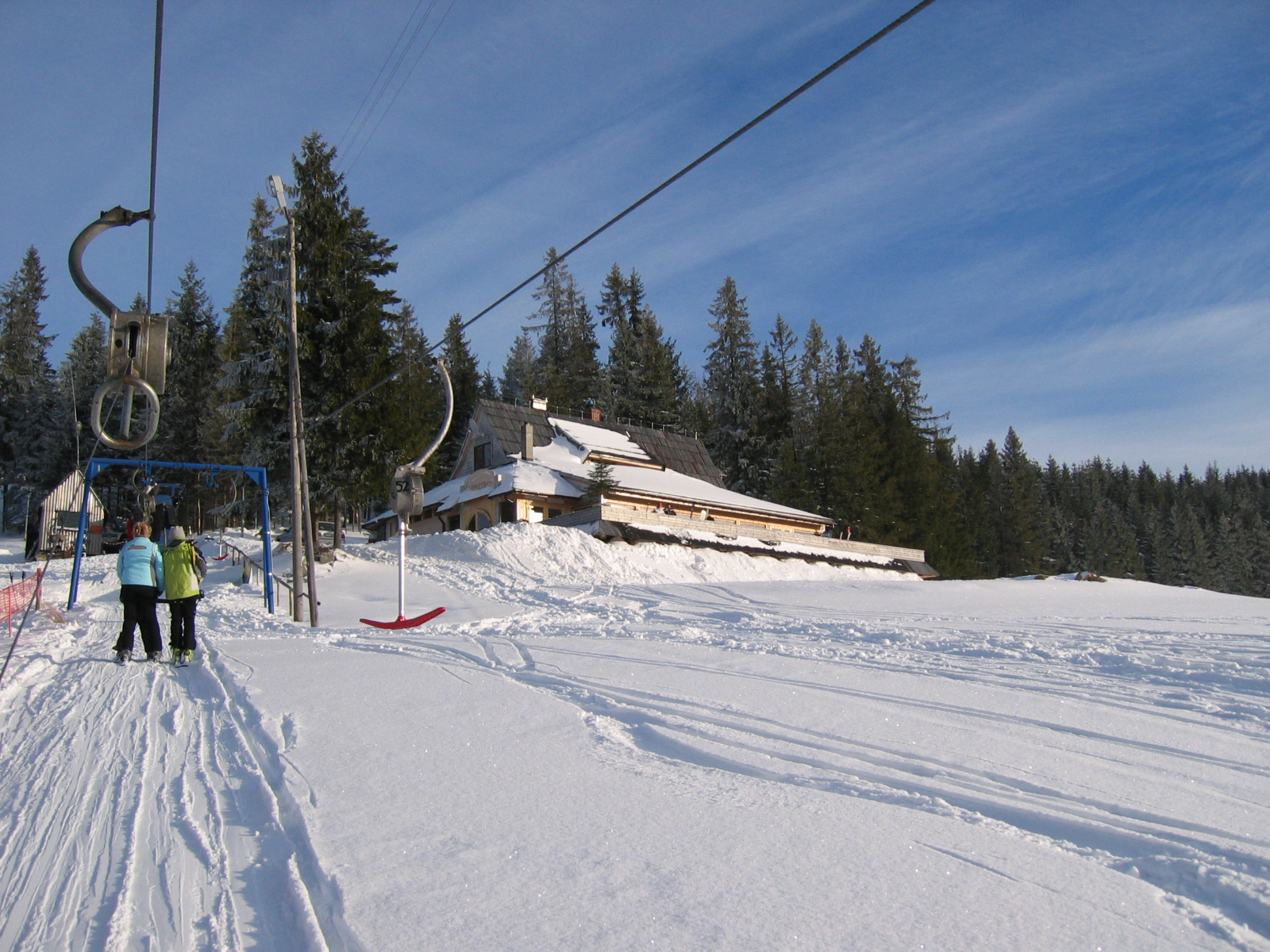
Tellerlift

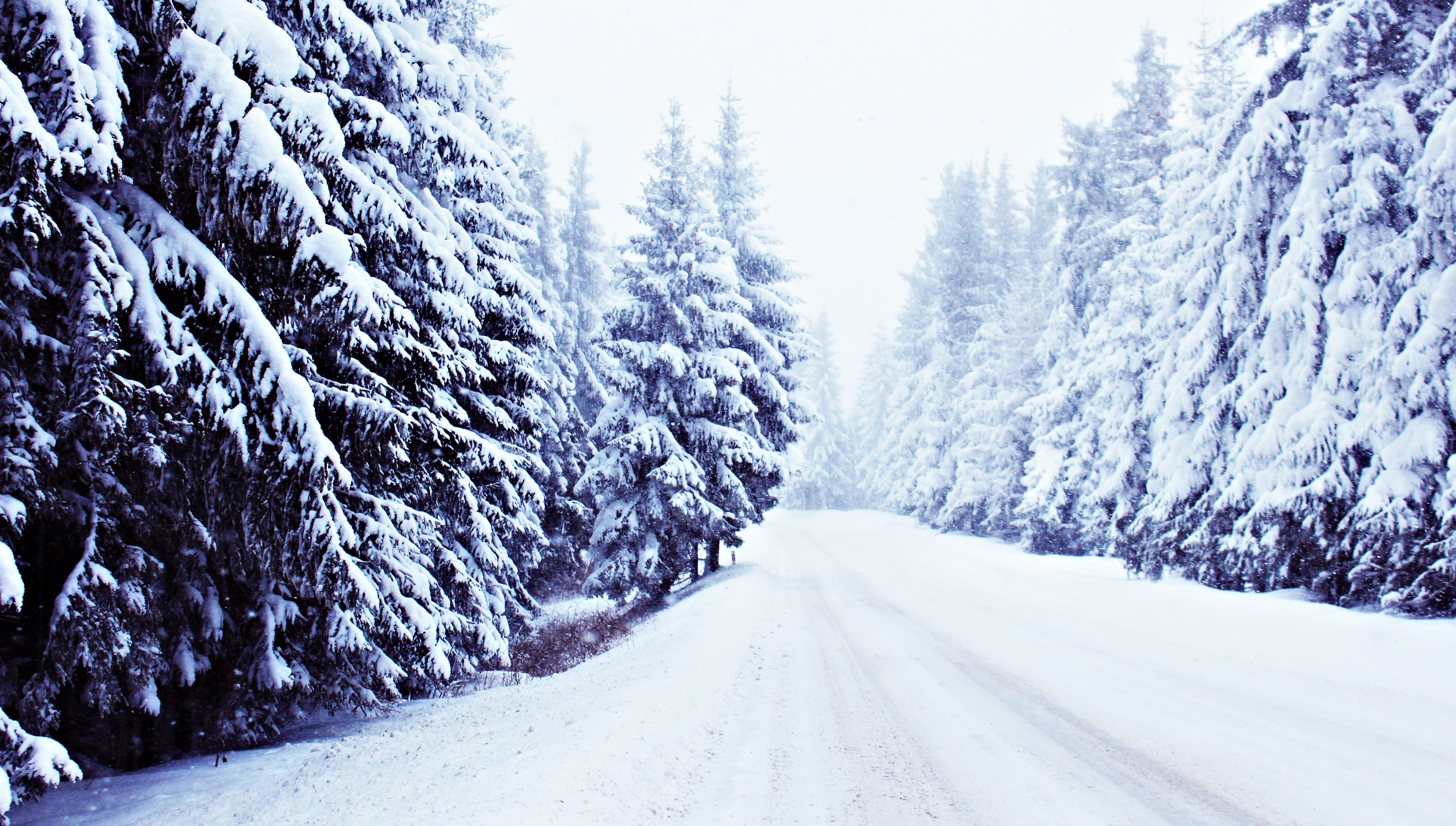
Langlaufloipe

Das Skigebiet Rusiń-ski liegt auf dem Gipfel und den Südhängen des Rusiński Wierch in dem polnischen Gebirgszug Pogórze Bukowińskie auf dem Gemeindegebiet von Bukowina Tatrzańska im Powiat Tatrzański in der Woiwodschaft Kleinpolen. Es befindet sich außerhalb des Tatra-Nationalparks am Fuße der Hohen Tatra. Das Skigebiet wird von dem Unternehmen Rusiń-ski Sp. z o.o. betrieben. Zusammen mit anderen Skigebieten in der Gemeinde Bukowina Tatrzańska ist es Teil des Zusammenschlusses Tatra Ski unter einem Skipass.

## Lage
Das Skigebiet befindet sich auf einer Höhe von 807 m ü.N.N. bis 933 m ü.N.N. Der Höhenunterschied der Pisten beträgt ca. 126 m. Es gibt drei rote (schwierige), zwei blaue und eine grüne Piste. Die Gesamtlänge der Pisten umfasst ca. 4,4 km, wobei die längste Piste 1,3 km lang ist.

## Geschichte
Das Skigebiet wurde 2005 angelegt. Der Skilift wurde 2009 in Betrieb genommen. Der zweite Sessellift wurde 2015 gebaut.

## Beschreibung

### Skilifte
Im Skigebiet gibt es zwei Sessellifte und drei Tellerlifte. Insgesamt können bis zu 6100 Personen pro Stunde befördert werden.

#### Skilifte Rusiń-ski
Die Skilifte führen von Bukowina Tatrzańska bis knapp unter den Gipfel der Rusiński Wierch. Ihre Längen betragen bis zu 1150 m.
| Name     | Art        | Hersteller                  | Breite Personen | Länge (m) | Zeit (min) | Höhenunterschied (m) | Personen pro Stunde | Obere Station | Obere Station | Untere Station | Untere Station | Vmax (m/s) |
| Name     | Art        | Hersteller                  | Breite Personen | Länge (m) | Zeit (min) | Höhenunterschied (m) | Personen pro Stunde | Ort           | Höhe (m üNN)  | Ort            | Höhe (m üNN)   | Vmax (m/s) |
| -------- | ---------- | --------------------------- | --------------- | --------- | ---------- | -------------------- | ------------------- | ------------- | ------------- | -------------- | -------------- | ---------- |
| A, K1    | Sessellift | Doppelmayr/Garaventa-Gruppe | 4               | 700       |            | 124                  | 2400                | Obere Station | 933           | Untere Station | 807            |            |
| B        | Tellerlift |                             | 1               | 400       |            |                      | 700                 |               |               |                |                |            |
| C        | Tellerlift |                             | 1               | 200       |            |                      | 300                 |               |               |                |                |            |
| D        | Sessellift | Bartholet Maschinenbau AG   | 6               | 1150      |            |                      | 2700                |               |               |                |                |            |
| Babylift | Band       |                             |                 | 80        |            |                      |                     |               |               |                |                |            |

### Skipisten
Von dem Rusiński Wierch führen sechs Skipisten ins Tal, drei rote, zwei blaue und eine grüne Piste.
| Name | Schwierigkeit | Start         | Start        | Ziel           | Ziel         | Länge (m) | Höhenunterschied (m) | Neigung (%) | Licht | Kunstschnee | FIS    | FIS | Anmerkungen |
| Name | Schwierigkeit | Name          | Höhe (m üNN) | Name           | Höhe (m üNN) | Länge (m) | Höhenunterschied (m) | Neigung (%) | Licht | Kunstschnee | Nummer | bis | Anmerkungen |
| ---- | ------------- | ------------- | ------------ | -------------- | ------------ | --------- | -------------------- | ----------- | ----- | ----------- | ------ | --- | ----------- |
| 1    | rot           | Obere Station | 933          | Untere Station | 807          | 900       | 124                  | 14          | ja    | ja          |        |     |             |
| 2    | blau          | Obere Station | 933          | Untere Station | 813          | 400       | 120                  | 30          | ja    | ja          |        |     |             |
| 3    | blau          | Obere Station | 933          | Untere Station | 807          | 850       | 126                  | 15          | ja    | ja          |        |     |             |
| 4    | rot           | Obere Station | 933          | Untere Station | 807          | 850       | 126                  | 15          | ja    | ja          |        |     |             |
| 5    | blau          | Obere Station | 933          | Untere Station | 883          | 200       | 50                   | 25          | ja    | ja          |        |     |             |
| 6    | rot           | Obere Station | 933          | Untere Station | 807          | 1200      | 124                  |             | ja    | ja          |        |     |             |

## Infrastruktur
Das Skigebiet liegt ca. 10 km nordöstlich vom Zentrum von Zakopane und ist mit dem Pkw erreichbar. In der Nähe der oberen Station verläuft eine Gemeindestraße. Dort gibt es Parkplätze, eine Skischule und einen Skiverleih. Zum Skigebiet gehören auch mehrere Restaurants.